# Adélaïde de Schaumbourg-Lippe (1875-1971)
Titres
Épouse du prétendant au trône de Saxe-Altenbourg
13 novembre 1918 – 17 janvier 1920
(1 an, 2 mois et 4 jours)
Duchesse consort de Saxe-Altenbourg
7 février 1908 – 13 novembre 1918
(10 ans, 9 mois et 6 jours)
Pour l’article homonyme, voir Adélaïde de Schaumbourg-Lippe (1821-1899).
Adélaïde de Schaumburg-Lippe, (née le 22 septembre 1875 et décédée le 27 janvier 1971) a été duchesse consort de Saxe-Altenbourg de son mariage avec Ernest II de Saxe-Altenbourg en 1898, jusqu'à son divorce en 1920.

## Biographie
Adélaide est née à Ratiboritz, royaume de Bohême (aujourd'hui Ratibořice), septième enfant et troisième fille du prince Guillaume de Schaumbourg-Lippe (1834-1906), (fils de George William, Prince de Schaumburg-Lippe et de la princesse Ida de Waldeck-Pyrmont) et de son épouse, la princesse Bathildis d'Anhalt-Dessau (1837-1902), (fille du prince Frédéric-Auguste d'Anhalt-Dessau et la princesse Marie-Louise-Charlotte de Hesse-Cassel). En 1891, sa sœur Charlotte est devenue l'épouse de Guillaume II de Wurtemberg. 

## Mariage et enfants
Adelaide a épousé le 17 février 1898 à Bückebourg le prince Ernest de Saxe-Altenburg (1871-1955), fils du prince Moritz de Saxe-Altenburg et de son épouse, la princesse Augusta de Saxe-Meiningen. Le duc abdiqua le 12 novembre 1918 et le mariage a pris fin par un divorce le 17 janvier 1920. Ils ont eu quatre enfants :
- Charlotte (1899-1989) ;
- Georges (1900-1991) ;
- Elisabeth (1903-1991) ;
- Frédéric (1905-1985).